# 聖穆王后
聖穆王后（?—?）金氏，新羅第39代君主昭聖王金俊邕、第41代君主宪德王金彦昇、第42代君主兴德王金秀宗的母亲。
聖穆王后嫁给元聖王的太子金仁謙，生下儿子金俊邕、金彦昇、金秀宗。791年（元聖王七年、唐德宗贞元七年），金仁謙去世。聖穆王后随后也去世。798年（元聖王十四年、贞元十四年），元聖王薨，王孙金俊邕即位，是为昭聖王。799年（昭聖王元年、贞元十五年）八月，追封母金氏爲聖穆太后。809年（哀庄王十年、唐宪宗元和四年），聖穆王后的儿子金彦昇杀害侄子哀庄王（昭聖王之子），即位为宪德王。826年（宪德王十八年、唐敬宗宝历二年），宪德王死后，同母弟金秀宗即位，是为兴德王。

## 家族
- 丈夫：金仁謙
  - 儿子：昭聖王
    - 孙子：哀莊王
    - 孙子：金體明
    - 孙女：章和夫人，興德王夫人

  - 儿子：憲德王
    - 孙子：金憲章
    - 孙子：金張廉

  - 儿子：金崇斌
  - 儿子：興德王
  - 儿媳：章和夫人，昭聖王之女
    - 孙子：金能儒

  - 儿子：金悌邕
  - 儿子：金忠恭
    - 孙子：闵哀王
    - 孙女：文穆王后